# 班通丁
班通丁（英語：Bantunding）是西非國家甘比亞的村莊，位於上河區武里縣。根據2009年所做的人口調查數據顯示，居住於班通丁的總人口數量為1,114人。